# Bordalba
Bordalba ist ein nordspanischer Ort und eine Gemeinde (municipio) mit 47 Einwohnern (Stand: 2024) im Westen der Provinz Saragossa und der Autonomen Region Aragonien. Der Ort gehört zur bevölkerungsarmen Serranía Celtibérica.

## Lage und Klima
Bordalba liegt etwa 115 Kilometer (Luftlinie) westsüdwestlich von Saragossa in einer Höhe von 935 m.
Das Klima ist gemäßigt bis warm; der eher spärliche Regen (ca. 447 mm/Jahr) fällt mit Ausnahme der eher trockenen Sommermonate übers Jahr verteilt.

## Bevölkerungsentwicklung
| Jahr      | 1970 | 1981 | 1991 | 2001 | 2011 | 2021 |
| Einwohner | 223  | 154  | 108  | 82   | 72   | 51   |

Die Mechanisierung der Landwirtschaft, die Aufgabe bäuerlicher Kleinbetriebe und der damit verbundene Verlust von Arbeitsplätzen führten seit der Mitte des 20. Jahrhunderts zu einem deutlichen Rückgang der Bevölkerung (Landflucht).

## Sehenswürdigkeiten
- Kirche der Unbefleckten Empfängnis (Iglesia de la Inmaculada Concepción)
- Reste der Burg von Bordalba